# 伊東長𫡰
伊東長（日语：／ Itō Nagatoshi，1844年5月29日—1900年12月21日）是日本幕末的大名。备中冈田藩的第10代（末代）藩主，是第8代藩主伊东长宽的第十五子伊东长生的次子。

## 生平
1860年12月18日，从兄第9代藩主伊东长裕去世后，作为养子继承家督的身份。1861年10月1日，拜谒将军德川家茂，同年12月16日赴任从五位下的播磨守。
1868年1月23日前往京都，对新政府表示了支持。在戊辰战争中和冈山藩一起支持新政府军，讨伐支持幕府军的备中松山藩。
1869年3月5日上表奉还版籍。 6月23日，成为冈田藩知事。1871年，因废藩置县而免官，移居东京。
1900年12月21日去世，享年57岁，葬于东京都文京区向丘的高林寺。

## 亲属
妻子：正室是葉室長順的女儿，继室姓大桥。
子女：久实、晴村。